# Luc Gustin
Pour les articles homonymes, voir Gustin.
Luc L.S.Cl. Gustin, né le 14 juillet 1951 à Oteppe (Burdinne, province de Liège) et mort le 12 août 2019 à Burdinne, est un homme politique belge wallon, membre du MR.
Il était inspecteur de l'enseignement.

## Fonctions politiques
- Bourgmestre de Burdinne de 1982 à 2019.
- Député fédéral:
  - du 1er juillet 2004 au 10 juin 2007
  - du 25 juin 2009 au 12 juin 2010 (en remplacement de Didier Reynders, ministre)
  - du 6 décembre 2011 au 25 mai 2014 (en remplacement de Didier Reynders, ministre)
  - du 11 octobre 2014 au 12 août 2019, en remplacement de Daniel Bacquelaine, ministre